# Грандола (район)
Грандола (порт. Grândola) — район (фрегезия) в Португалии, входит в округ Сетубал. Является составной частью муниципалитета Грандола. По старому административному делению входил в провинцию Байшу-Алентежу. Входит в экономико-статистический субрегион Алентежу-Литорал, который входит в Алентежу. Население составляет 10 361 человек на 2001 год. Занимает площадь 361,40 км².